# Investitori qualificati
Un investitore qualificato (in inglese "accredited investor", investitore accreditato) è un investitore non istituzionale ma che ha caratteristiche di dimensione e/o competenze professionali che ne fanno un attore con speciali qualifiche. In particolare, in Italia si definiscono così gli investitori retail con un giro d'affari superiore ai 2 milioni di euro.
Questa distinzione sussiste perché esistono delle regole a protezione del segmento retail. Il fatto di distinguere fra qualificati e non, permette di utilizzare con gli investitori qualificati procedure più rapide e meno vincolanti, in quanto si presuppone che abbiano maggiori abilità e conoscenze.
L'opposto dell'investitore qualificato/accreditato è l'investitore istituzionale.
L'investitore qualificato può essere un high net worth individual (individuo con alto patrimonio netto) che investe parte del suo portafoglio in finanziamenti di private equity che avvengono tramite l'acquisto di azioni over the counter OTC di startup e altre imprese nano-cap. In tal caso, si parla di angel investor, anche se quest'ultimo non necessariamente è un investitore qualificato (in più, gli angel investor possono agire in reti/network informali).

## Definizione
L'art. 100, comma 1 lett. a) del Decreto legislativo 24 febbraio 1998, n. 58 rimanda, per quanto riguarda la definizione di investitore qualificato, ai regolamenti della Consob. L'art. 1, comma 1-bis della legge sulle cartolarizzazioni (Legge 30 aprile 1999, n. 130) fa uso della definizione di investitore qualificato, attribuendo nel caso specifico dei poteri paragonabili agli investitori professionali.

## Riferimenti normativi
- Art. 100 comma 1 lett.a del Decreto legislativo 24 febbraio 1998, n. 58 - Testo unico delle disposizioni in materia di intermediazione finanziaria, ai sensi degli articoli 8 e 21 della legge 6 febbraio 1996, n. 52.
- Art. 1, comma 1-bis della Legge 30 aprile 1999, n. 130 - Disposizioni sulla cartolarizzazione dei crediti.